# Máximo (cônsul em 263)
Máximo (em latim: Maximus) foi um oficial romano do século III, ativo no reinado do imperador Galiano (r. 253–268). Pouco se sabe sobre ele, exceto que serviu como cônsul posterior com Númio Ceiônio Albino. Sua existência é atestada nas crônicas de Próspero Tiro e Cassiodoro e numa inscrição de Esmirna e outra da Mésia Superior. Não se sabe, entretanto, se ele é idêntico a Dexter que serviu no mesmo ano como cônsul posterior com Albino ou se precedeu-o ou substituiu-o na posição.